# Front Popular d'Alliberament dels Tigres
El Front Popular d'Alliberament dels Tigres (People's Front Liberation of the Tigers, TPLF) fou un partit polític tàmil de Ceilan que va existir de 1990 a 1995. El 31 de març de 1990 els Tigres d'Alliberament de Tamil Eelam, LTTE van crear un partit polític anomenat Front Popular d'Alliberament dels Tigres, per negociar amb el govern singalès després de la retirada índia i prendre part en unes eventuals eleccions. Però com que els militars singalesos van passar a l'ofensiva el 1995 el partit fou dissolt almenys de fet.